# Rivière Saint-Jean Ouest
Pour les articles homonymes, voir Rivière Saint-Jean.
La rivière Saint-Jean Ouest coule dans les monts Chic-Chocs (faisant partie des Monts Notre-Dame), dans la région administrative de la Gaspésie-Îles-de-la-Madeleine, au Québec, au Canada. Cette rivière traverse les municipalités régionales de comté de :
- MRC La Haute-Gaspésie : dans le  canton "De Walbank" dans le territoire non organisé du Mont-Albert ;
- MRC La Côte-de-Gaspé : dans les cantons de Gastonguay et de Sirois, dans le territoire non organisé de Rivière-Saint-Jean.

La "rivière Saint-Jean Ouest" est un affluent de la rivière Saint-Jean laquelle coule vers l’Est jusqu’au barachois de Douglastown ; ce dernier fait partie de la baie de Gaspé laquelle s'ouvre sur le littoral Ouest du golfe du Saint-Laurent.

## Géographie
La "rivière Saint-Jean Ouest" prend sa source de ruisseaux de montagnes dans le canton de Walbank, dans le territoire non organisé de Mont-Albert, dans les Monts Chic-Chocs. Cette source est située à :
- 55,0 km au sud du littoral Sud du Golfe du Saint-Laurent ;
- 20,6 km au sud du centre du village de Murdochville ;
- 87,5 km à l’Ouest de la jetée du barachois de Douglastown (Gaspé) ;
- 73,1 km au Nord-Est du pont de la confluence de la rivière Cascapédia (Baie-des-Chaleurs).

À partir de sa source, la rivière "Saint-Jean Ouest" descend les montagnes en zones forestières sur 29,7 km, répartis selon les segments suivants :
- 1,4 km vers l'Est, dans le canton de Walbank, jusqu'à la limite du canton de Gastonguay ;
- 10,7 km vers le Sud-Est dans le canton de Gastonguay, jusqu'au ruisseau du Camp Dix (venant de l'Ouest) ;
- 4,8 km vers l'Est, dans une vallée encavée, jusqu'à la confluence d'un ruisseau (venant du Sud) ;
- 2,8 km vers le Nord-Est dans une vallée encavée, jusqu'à la limite du canton de Sirois ;
- 5,3 km vers le Sud-Est, jusqu'à la confluence du ruisseau Utter (venant de l'Ouest) ;
- 1,9 km vers le Sud-Est, jusqu'à la confluence du ruisseau Tommy (venant de l'Ouest) ;
- 2,8 km vers l'Est, jusqu'à sa confluence[1].

La confluence de la "rivière Saint-Jean Ouest" se déverse dans un coude de rivière sur la rive Ouest de la Rivière Saint-Jean (Gaspé), dans le lieu-dit "Les Fourches". Cette confluence est située à 1,3 km en amont de la confluence du ruisseau Murray (venant du Sud), en amont de la confluence de la rivière Saint-Jean Sud et à 64,4 km à l'Ouest de la jetée du barachois de Douglastown, soit la confluence de la rivière Saint-Jean (Gaspé).

## Toponymie
Le toponyme "rivière Saint-Jean Ouest" a été officialisé le 5 décembre 1968 à la Commission de toponymie du Québec.